# Muscadet

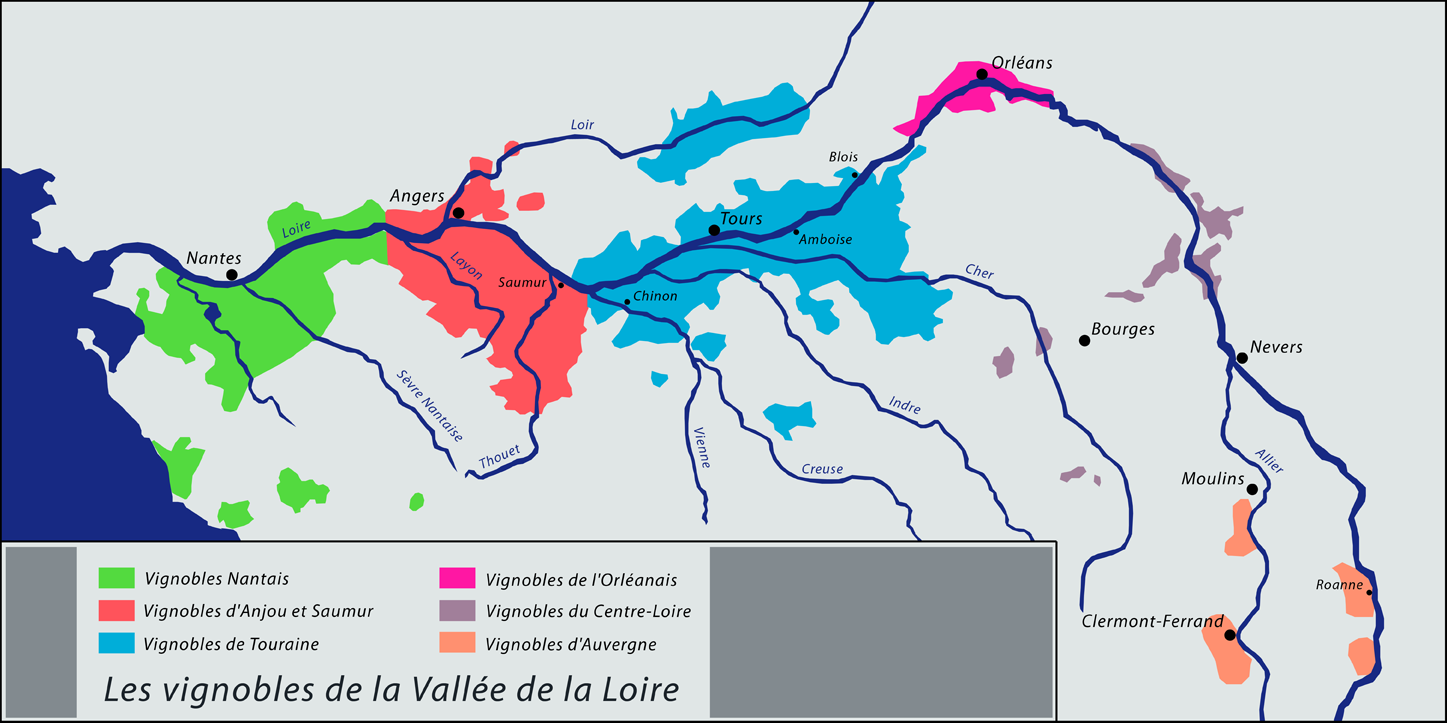
De wijn Muscadet komt uit het groen gemarkeerde gebied.

Muscadet is de naam van een wijn uit het Franse wijnbouwgebied bij Nantes aan de monding van de Loire, nabij de Atlantische Oceaan. De witte wijnen die er gemaakt worden zijn droog tot zeer droog en worden vaak bij schelpdieren en vis geserveerd. Bij wet is geregeld dat de wijn niet meer dan 12% alcohol mag bevatten wanneer suiker wordt toegevoegd voor het verhogen van het alcoholpercentage van de wijn (chaptaliseren); wanneer geen suiker wordt toegevoegd, is er geen limiet aan het toegestane alcoholpercentage.
De wijnstreek waar Muscadet wordt gemaakt ligt grotendeels in het departement Loire-Atlantique en voor een klein deel in Maine-et-Loire. Tezamen wordt dit gebied de “pays Nantais” (het land van Nantes) genoemd. Er is zo’n 13.000 hectare aan wijngaarden aangeplant voor de Muscadet, voornamelijk ten zuiden van de rivier de Loire. Er worden in de pays Nantais overigens meer soorten wijnen gemaakt.

## Geschiedenis

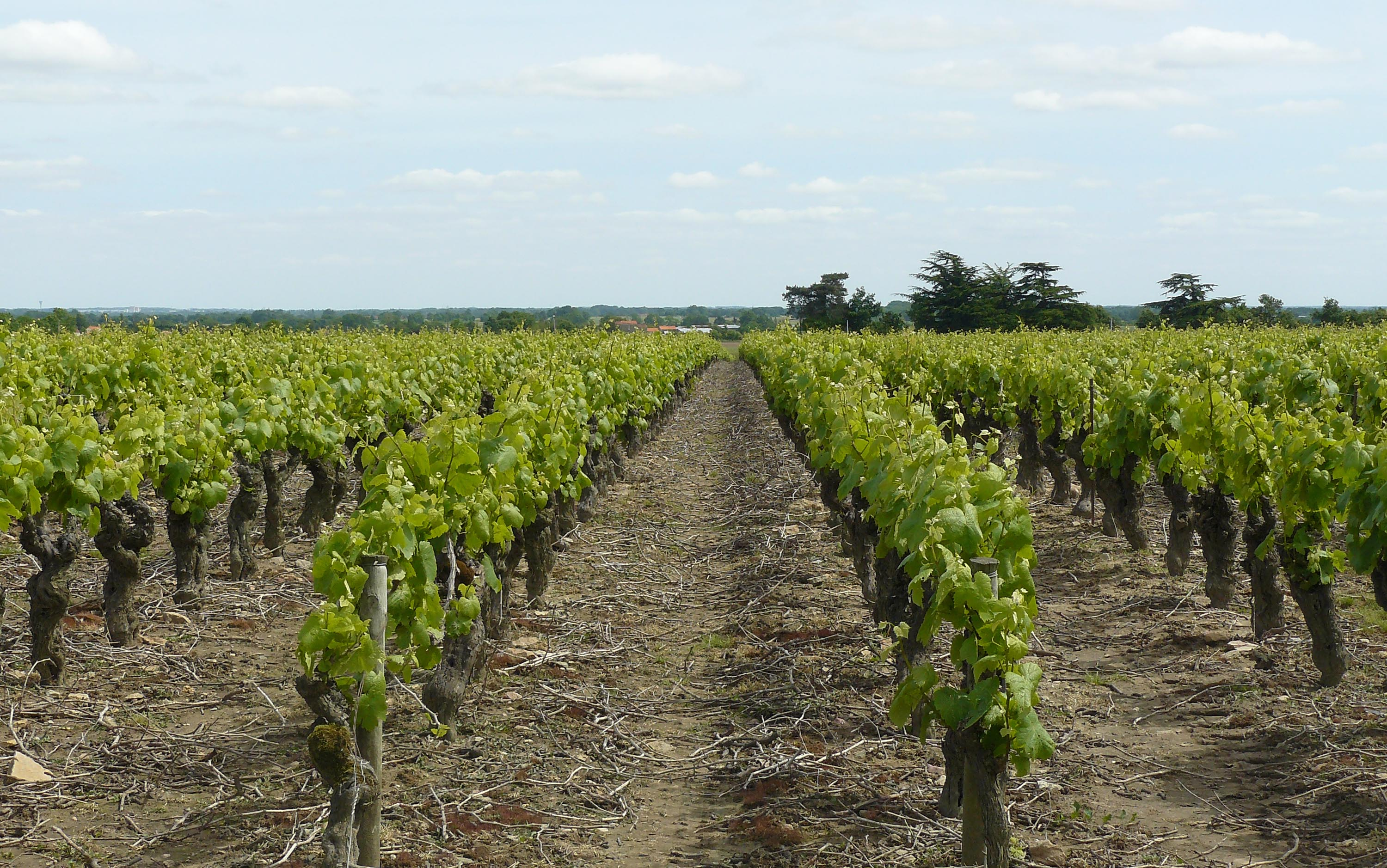
Wijngaard voor Muscadet in het plaatsje Remouillé

Een akte van de Romeinse keizer Probus toont aan dat wijnbouw in dat gebied in de 3e eeuw al plaatsvond.
Na een zeer strenge winter in 1709 bevroren er de meeste wijnstokken, waarna uit de Bourgognestreek de koude bestendige druif Melon de Bourgogne werd aangeplant.
De druif die in de Bourgogne als inferieur werd beschouwd, had hier succes en de wijn ervan wordt “Muscadet” genoemd.

## Herkomstbenamingen
De Muscadetregio is in vier wettelijk vast gelegde herkomstgebieden – AOC’s – ingedeeld. De meest algemene is:
- Muscadet – Is de Appellation Générale (algemeen). Deze omvat een gebied van ongeveer 3400 hectare en is Appellation d'Origine Contrôlée (AOC) sinds 1937.

Op hoger regionaal niveau kent men:
- Muscadet Sèvre et Maine – Is al sinds 1936 een AOC. Het omvat een gebied van ongeveer 8800 hectare. Het is ook het meest populaire gebied in de Muscadet. Meer dan 80% van de wijnproductie in de Muscadet vindt hier plaats.
- Muscadet Côtes de-Grandlieu – Is er in 1994 als AOC bijgekomen met een oppervlakte van ongeveer 300 hectare. Het micro-klimaat hier wordt vooral beïnvloed door het meer van Grand-lieu.
- Muscadet Coteaux de la Loire – Deze AOC is er eveneens sinds 1936. Het beslaat een oppervlakte van ongeveer 200 hectare.

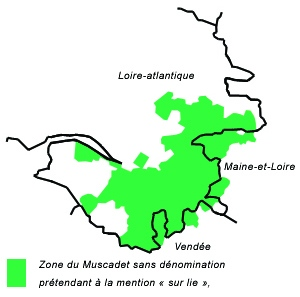
Appellation Générale.
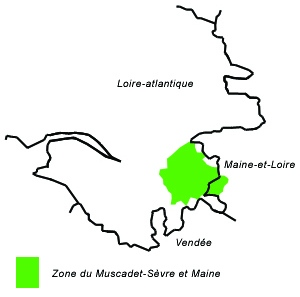
AOC Sèvre-et-Maine.
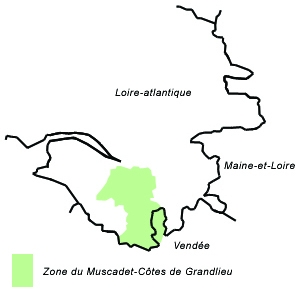
AOC Côtes de Grandlieu.
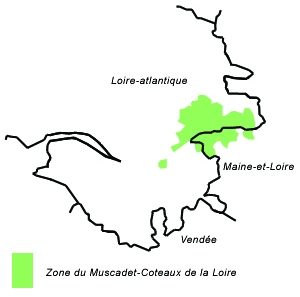
AOC Coteaux de la Loire.

## Premier crus

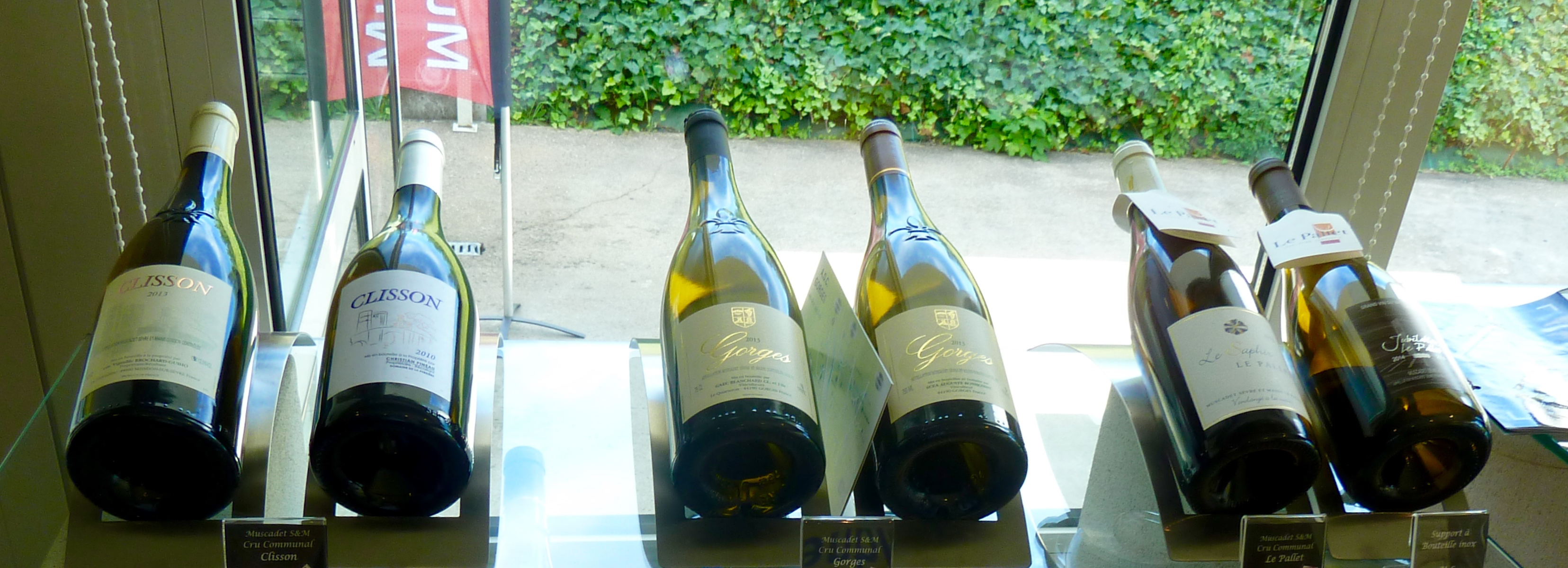
Muscadet Premier Cru in het "Musée du Vignoble Nantais"

Sinds 2011 mogen in drie gemeenten 65 wijnproducenten het predicaat “premier crus” voeren. Deze “Cru Communal” moet aan strenge eisen voldoen. De druivenstokken moeten minimaal 6 jaar oud zijn en het rendement mag niet meer dan 45hl per hectare bedragen. Vervolgens moet de wijn 18 tot 36 maanden “Sur Lie” (op droesem) staan. De rijping van de druiven en rijping van de wijn op de droesem zijn nauwkeurig beschreven. Het zijn Muscadet-wijnen die langer kunnen lageren dan de meeste andere wijnen uit de streek. Bij deze AOC’s staat de naam van betreffende gemeente op het etiket vermeld.
Vanaf de stad Nantes op 20 kilometer in zuidoostelijke richting langs de Sèvre, een zijrivier van de Loire, liggen achtereenvolgens:
- Le Pallet – Op de rechteroever. Het klimaat is hier iets warmer dan de omliggende gemeenten, daardoor kan er iets eerder geoogst worden. De poreuze bodem bestaat uit gneis en gabbro. De wortels van de wijnstok kunnen daar makkelijk diep in de bodem kunnen doordringen. Na 17 maanden rijpen is de wijn op dronk. Hier komen wijnen vandaan die worden gekenmerkt door een aromatische ondertoon van fruit en bloemen. De producenten hier zijn goed voor een productie van 500 hl, oftewel bijna 65.000 flessen per jaar.

- Gorges – Aan beide zijden van de rivier en brengt druiven voort die vaak later in het seizoen worden geoogst. Na meer dan twee jaar op de lie krijgen de wijnen een complexiteit en finesse met intense minerale- en rokerige tonen. De bodem bevat gabbro, klei en kwarts. De producenten zijn hier actief op 23 ha wijngaarden en maken 800 hl, oftewel bijna 110.000 flessen wijn.

- Clisson – Tot vlak voor de zijrivier Moine, op een bodem met graniet. De goed waterdoorlatende bodem bestaat verder uit grind/kiezel en graniet. De wijnstokken moeten hun voedingstoffen van grote diepte halen. Het brengt wijnen voort die minimaal 24 maanden gerijpt hebben. Kenmerkend zijn aroma’s van gekonfijte- en gedroogd vruchten en kweepeer. Van de 25 ha wijngaarden komt jaarlijks 900 hl wijn, oftewel 131.000 flessen.

## Sur Lie

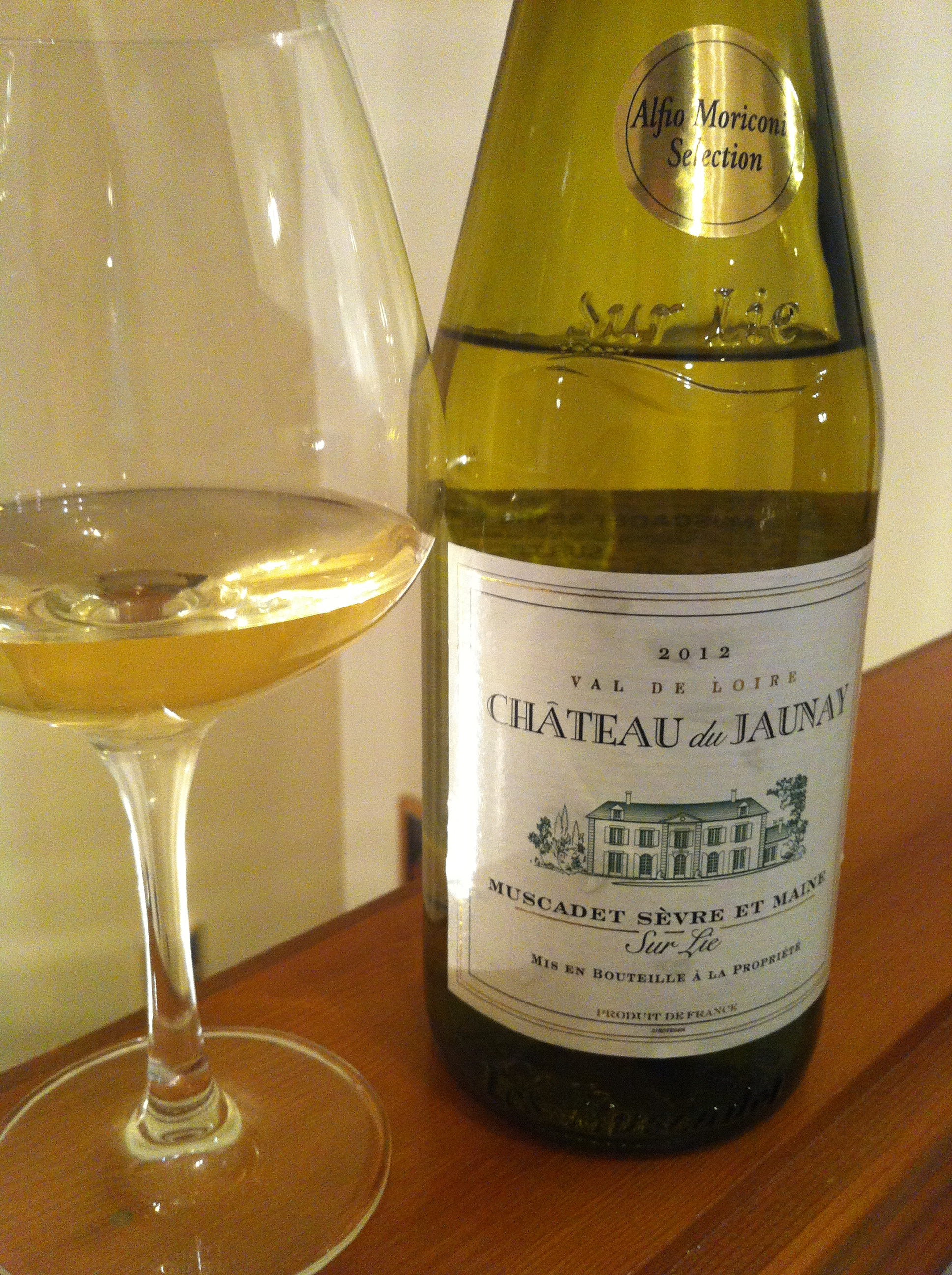
Muscadet Sur Lie

Veel Muscadet heeft na de gisting – die in het najaar zal hebben plaatsgevonden – in elk geval de winter doorgebracht op de inmiddels dode gistcellen/droesem. De Franse vakterm is hiervoor “Sur Lie”. Pas na 1 maart – maar voor 30 november van het jaar na de oogst, dat zijn dan 8 maanden – moet de wijn worden gebotteld. Door deze periode “Sur Lie” krijgt de wijn een rijkere, complexere smaak met meer aroma. Als aan deze regelgeving is voldaan zal “Sur Lie” op de fles vermeld worden.
Vanwege deze regel mag op een fles Muscadet premier crus deze vermelding niet op het etiket geplaatst zijn. Immers, deze wijnen rusten tot wel 24 maanden of langer op droesem.